# Roscoe (Dakota du Sud)
Pour les articles homonymes, voir Roscoe.
Roscoe est une municipalité américaine située dans le comté d'Edmunds, dans l'État du Dakota du Sud.
Fondée en 1877, la ville est nommée en l'honneur du sénateur de New York Roscoe Conkling.

## Démographie
| 1890 | 1900 | 1910 | 1920 | 1930 | 1940 |
| ---- | ---- | ---- | ---- | ---- | ---- |
| 114  | 92   | 357  | 459  | 491  | 608  |

| 1950 | 1960 | 1970 | 1980 | 1990 | 2000 |
| ---- | ---- | ---- | ---- | ---- | ---- |
| 726  | 532  | 398  | 370  | 362  | 324  |

| 2010 | - | - | - | - | - |
| ---- | - | - | - | - | - |
| 329  | - | - | - | - | - |

Selon le recensement de 2010, elle compte 329 habitants. La municipalité s'étend sur 0,47 milles carrés (1,22 km2).